# Podu Popa Nae, Giurgiu
Podu Popa Nae este un sat în comuna Găiseni din județul Giurgiu, Muntenia, România.
 Acest articol despre o localitate din județul Giurgiu este deocamdată un ciot. Puteți ajuta Wikipedia prin completarea lui.